# Partido de Ensenada
Partido de Ensenada är en kommun i Argentina.   Den ligger i provinsen Buenos Aires, i den östra delen av landet, 50 km sydost om huvudstaden Buenos Aires. Antalet invånare är 51 448.
Trakten runt Partido de Ensenada består till största delen av jordbruksmark. Runt Partido de Ensenada är det tätbefolkat, med 591 invånare per kvadratkilometer.